# اشت (ناشر)
اَشِت (به فرانسوی: Hachette) شرکت چاپ و نشر فرانسوی است که دفتر اصلی آن در پاریس قرار دارد. این شرکت در سال ۱۸۲۶ توسط لویی اشت بنیان‌گذاری شد و از سال ۱۹۸۱ به این سو، بخشی از شرکت بزرگتر لاگاردر SCA به‌شمار می‌رود. پس از خریده شدن آن توسط لاگاردر و با دارا بودن عملکرد سالانه بیش از ۲ میلیارد دلار، اشت بزرگترین شرکت انتشاراتی در فرانسه و دومین آن در اسپانیا است.